# 고다마 히데오

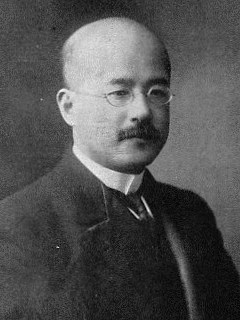
고다마 히데오

고다마 히데오(일본어: 兒玉 秀雄, 1876년 7월 19일 ~ 1947년 4월 7일)는 일본의 정치인이다. 최종 작위는 백작. 러일 전쟁에서 활약한 군인으로 유명한 고다마 겐타로의 장남이며, 그의 부인은 데라우치 마사타케의 딸이었다.

## 생애와 경력
야마구치현 출신으로, 1900년 도쿄 제국대학 법과 대학 정치학과를 졸업하였다. 러일 전쟁에 참전해 일본군 랴오둥 수비군 (당시 랴오둥반도는 일본이 점령하고 있었음.), 일본군 만주군 (1904년부터 1905년까지 존재.)에서 근무했으며, 이후 연초 전매국 (煙草専売局) 사무관 겸 대장성 서기관으로 복귀하였다. 1906년 부친 겐타로의 사망으로 자작위를 습작하였고 1년후인 1907년 부친의 공훈을 인정받아 백작으로 승작되었다. 한국으로 건너간 후에는 조선총독부 총무부 회계 국장, 비서관, 1910년 조선총독부 관방 (朝鮮総督府総督官房) 회계국장 겸 비서관, 귀족원 의원, 총무국장을 차례로 거치고 1916년 ~ 1918년 내각서기관장을 맡았다.
내각서기관장 역임 이후, 상훈국 (賞勲局) 총재, 관동장관을 거쳐 1929년, 조선총독부 정무총감이 되었다. 1934년 오카다 내각의 척무대신 (拓務大臣), 1937년 하야시 내각의 체신대신, 1940년, 요나이 내각의 내무대신, 1942년 자와섬의 일본 육군군정최고고문, 1944년 고이소 내각의 국무대신, 1945년 문부대신 등 요직을 맡으며 일본 정계에서 큰 영향력을 발휘하였고, 전후 태평양 전쟁을 지도한 각료로 공직 추방 중에 병사하였다.